# A Change Is Gonna Come
A Change Is Gonna Come ist ein Lied des US-amerikanischen Soulsängers und Songwriters Sam Cooke. Der Titel erschien ursprünglich im Februar 1964 auf dem Album Ain’t That Good News und wurde am 22. Dezember desselben Jahres – wenige Tage nach Cookes Tod – in einer leicht veränderten Version als Single ausgekoppelt. Es gilt als Hymne der Bürgerrechtsbewegung und Cookes beste Komposition.

## Hintergrund

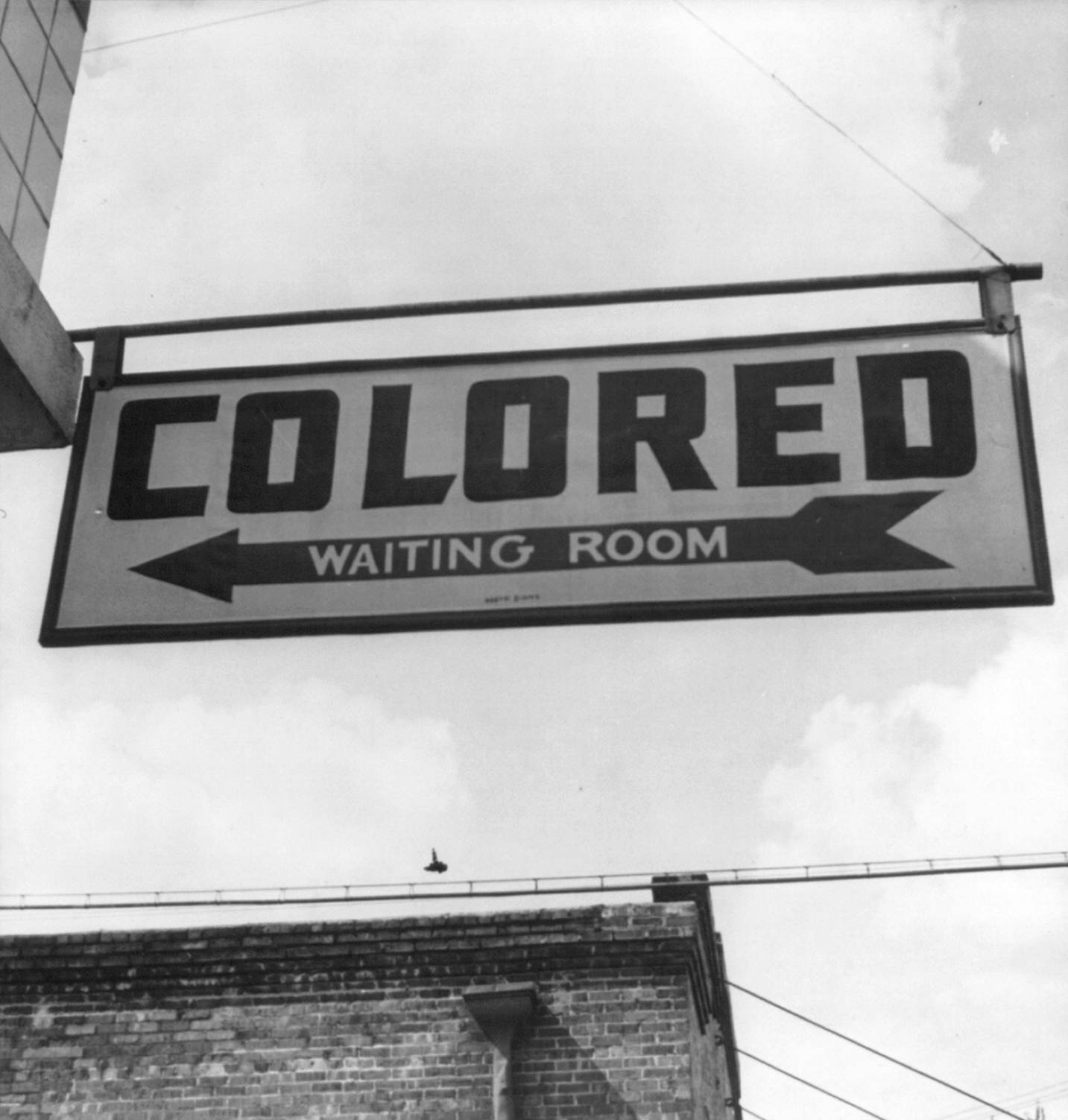
Das Lied ist ein Statement gegen die Rassentrennung

Am 8. Oktober 1963 rief Sam Cooke auf dem Weg nach Shreveport, Louisiana, in einem Hotel an, um Reservierungen für sich und seine Frau Barbara vorzunehmen. Bei der Ankunft erklärte ihnen ein nervöser Rezeptionist, es gäbe keine freien Betten mehr. Cooke verlangte nach dem Manager, während seine Frau versuchte, ihn mit der Warnung „They’ll kill you“ (Sie werden dich töten) zum Gehen zu bewegen. Der Sänger soll darauf geantwortet haben „They ain’t gonna kill me, because I’m Sam Cooke“ (Sie werden mich nicht töten, weil ich Sam Cooke bin). Nachdem es gelungen war, Cooke zum Verlassen des Hotels zu überreden, fuhren er und sein Gefolge laut hupend und schimpfend davon. Bei einem Motel in der Innenstadt wurden sie von der Polizei empfangen und wegen Landfriedensbruchs festgenommen. Die New York Times titelte am nächsten Tag „Negro Bandleader Held in Shreveport“ (Neger Bandleader in Shreveport festgehalten). 2019 entschuldigte sich Bürgermeister Adrian Perkins bei Cookes Familie offiziell für den Vorfall und verlieh dem Sänger postum den Key to the City.
Ebenfalls 1963 hörte Cooke erstmals Bob Dylans Blowin’ in the Wind und war erstaunt darüber, dass ein derart pointierter Song zum Thema Rassismus in den USA von einem weißen Künstler kommen konnte. Gleichzeitig schämte er sich dafür, mit dem Hintergedanken, seine weitgehend weiße Fangemeinde nicht zu vergraulen, selbst noch kein Lied dieser Art geschrieben zu haben.  Er nahm den Dylan-Song bald in sein Live-Repertoire auf.

## Produktion
Nach Weihnachten 1963 lud Cooke seinen Freund und Förderer J. W. Alexander zu sich ein und spielte ihm eine erste Version von A Change Is Gonna Come auf der Gitarre vor. Beide waren erpicht darauf, den Song im Studio aufzunehmen, Alexander sah darin etwas sehr Persönliches und Hochpolitisches. Er warnte Cooke jedoch aufgrund der Ernsthaftigkeit des Stoffes vor ausbleibendem kommerziellen Erfolg. Laut dem Biografen Peter Guralnick war die Komposition für Cooke ein Leichtes, als hätte er den Song für jemand anders geschrieben – und das, obwohl es sich dabei um sein wahrscheinlich komplexestes Lied handelt. Der Song sei sowohl persönlich, erzähle aber genauso die Geschichte einer Generation und eines Volkes.
Cooke gab den Song ohne spezielle Wünsche, einzig mit der Forderung, ihm die richtige Instrumentation zu verleihen, an seinen Arrangeur René Hall weiter. Hall bekam damit erstmals volle künstlerische Freiheit über eine Cooke-Komposition und arrangierte sie im Stil einer Filmmusik mit üppigen, symphonischen Streichinstrumenten. Laut eigenen Angaben steckte er sehr viel Arbeit in das Endprodukt, um den als „Kontrollfreak“ bekannten Sam Cooke zufriedenzustellen. Der ursprüngliche Schlagzeuger John Boudreaux ließ sich durch das orchestrale Arrangement einschüchtern und musste durch den zufällig anwesenden Earl Palmer ersetzt werden. Die Aufnahme in den RCA Studios in Hollywood am 30. Januar 1964 wurde vom Produzentenduo Hugo & Luigi überwacht und war nach dem „nahezu perfekten“ achten Take abgeschlossen. Produzent Luigi Creatore war mit dem Ergebnis hochzufrieden und betrachtete es als eines seiner besten Werke.

## Komposition
Die einzelnen Verse des Liedes werden durch leicht unterschiedliche musikalische Arrangements begleitet. Im ersten Satz dominieren Hörner, die eine melancholische Stimmung erzeugen sollen, im zweiten Satz treten die Streichinstrumente in den Vordergrund. Die Bridge ist durch den Einsatz von Pauken gekennzeichnet.
Sam Cooke ließ persönliche Erfahrungen rassistischer Behandlung in Shreveport, Memphis und Birmingham in den Text einfließen, um damit auf die Probleme der afroamerikanischen Bevölkerung aufmerksam zu machen. In der vorletzten Strophe bittet er wörtlich einen Bruder um Hilfe, der ihm gleich wieder den Rücken zuwendet („And I say brother help me please / But he winds up knockin’ me / Back down on my knees, oh“). Diese Zeilen stehen laut J. W. Alexander als Metapher für „das Establishment“. Am Ende jeder Strophe wiederholen sich folgende Zeilen:
| It’s been a long, a long time coming But I know a change gonna come, oh yes it will | Er hat lange, lange auf sich warten lassen, Aber ich weiß, es wird einen Wandel geben, oh ja, bestimmt |

## Veröffentlichung

7-Zoll-Single (Dezember 1964)

Cookes neuer Manager Allen Klein sah in dem Lied ein Statement und war derart begeistert, dass er den Sänger davon überzeugte, es anstelle seiner aktuellen Single Ain’t That Good News zu promoten. Klein organisierte von RCA eine Streichersektion für die Performance und Cooke führte den Song am 7. Februar 1964 in der Tonight Show mit Johnny Carson erstmals öffentlich auf. NBC ließ den Auftritt mit dem Vermerk It’s a Long Time Coming aufnehmen, speicherte das Band aber nicht ab. Klein und J. W. Alexander witterten jeweils einen Meilenstein in Cookes Karriere, sein Auftritt wurde aber zwei Tage später von jenem der Beatles bei Ed Sullivan in den Schatten gestellt.
Aufgrund des komplexen Arrangements und der ominösen Natur des Liedes führte Cooke es zeit seines Lebens nicht mehr live auf. Sein Protegé Bobby Womack fand, der Song würde klingen „wie der Tod“, nicht tödlich, aber „gespenstisch“. Cooke stimmte ihm zu und begründete damit seine Abneigung gegen eine neuerliche Aufführung.
Im Dezember 1964 wurde A Change Is Gonna Come zehn Monate nach Erscheinen des Albums für eine Veröffentlichung als Single vorbereitet. Strophe und Refrain vor der Bridge mussten im Hinblick auf Radio-Airplay herausgeschnitten werden. Am 11. Dezember – elf Tage vor der Veröffentlichung – wurde Sam Cooke in einem Motel in Los Angeles erschossen. Der Titel war kommerziell mäßig erfolgreich und erreichte im März 1965 Platz 31 der Billboard Hot 100 sowie Platz neun der R&B Singles Charts.

## Rezeption
A Change Is Gonna Come wurde alsbald von der Bürgerrechtsbewegung aufgegriffen und gilt retrospektiv als Cookes beste Komposition. Der Rolling Stone wählte den Titel 2005 auf Platz zwölf seiner Aufstellung der 500 besten Songs aller Zeiten, in einer neuen Liste aus dem Jahr 2021 wurde er auf den dritten Platz vorgereiht. Pitchfork listete ihn 2006 auf Platz drei der besten 200 Songs der 1960er Jahre.
Das National Public Radio nannte den Song „einen der wichtigsten im Zeitalter der Bürgerrechtsbewegung“ und nahm ihn in eine Liste der 300 bedeutendsten US-amerikanischen Musikstücke des 21. Jahrhunderts auf. 2007 wurde der Titel aufgrund seiner kulturellen Bedeutung ins National Recording Registry zur Aufbewahrung in der Library of Congress aufgenommen.
Nach seinem Sieg bei den Präsidentschaftswahlen 2008 spielte Barack Obama vor Anhängern in Chicago mit den Worten „It’s been a long time coming, but tonight change has come to America“ auf den Titel an. Bettye LaVette und Jon Bon Jovi gaben den Song bei seiner Inaugurationsfeier als Duett zum Besten. Beyoncé sang A Change Is Gonna Come im Jahr 2013 zweimal live, das erste Mal in London im Rahmen einer Veranstaltung zur Gleichberechtigung von Mann und Frau und das zweite Mal in Detroit im Rahmen ihrer Mrs. Carter Show World Tour. Für beide Darbietungen erhielt sie Kritikerlob von Publikationen wie Rolling Stone, Daily Telegraph und Spin. Weitere Coverversionen bekannter Künstler stammen von Otis Redding (1965), Aretha Franklin (1967), The Band (1973), Solomon Burke (1986), Patti LaBelle (2004 live beim Konzert anlässlich der Verleihung des Friedensnobelpreises), Bill Frisell (2008), Greta Van Fleet (2017) und Céline Dion (2019 live als Tribut an Aretha Franklin). Das Original wurde unter anderem 1992 von Spike Lee in seinem Film Malcolm X eingesetzt.
Der Song diente außerdem als Sample für Rapper wie Ghostface Killah (1996), Ja Rule (2003), Papoose (2006), Lil Wayne (2007), Charles Hamilton, Asher Roth und B.o.B. (2009). Das Hip-Hop-Duo Capone-N-Noreaga benutzte für das Intro seines Albums The Reunion ein Exzerpt des Liedes.